# Єрґен Сунделін
Єрґен Сунделін (швед. Jörgen Sundelin, 15 березня 1945) — шведський яхтсмен.
Олімпійський чемпіон 1968 року в класі 5,5 метра.  Учасник Олімпійських ігор 1972 та 1976 років.
Чемпіонат світу в класі Дракон 1971 року.
Срібний призер Чемпіонату світу в класі 5,5 метра 1969 року. 
Брат Ульфа, Петера та Стефана Сунделінів.